# Abbaye de Saint-Sever-de-Rustan
Pour les articles homonymes, voir Saint-Sever (homonymie).
L’Abbaye de Saint-Sever-de-Rustan est un monastère bénédictin situé à Saint-Sever-de-Rustan (Hautes-Pyrénées) en France.

## Histoire

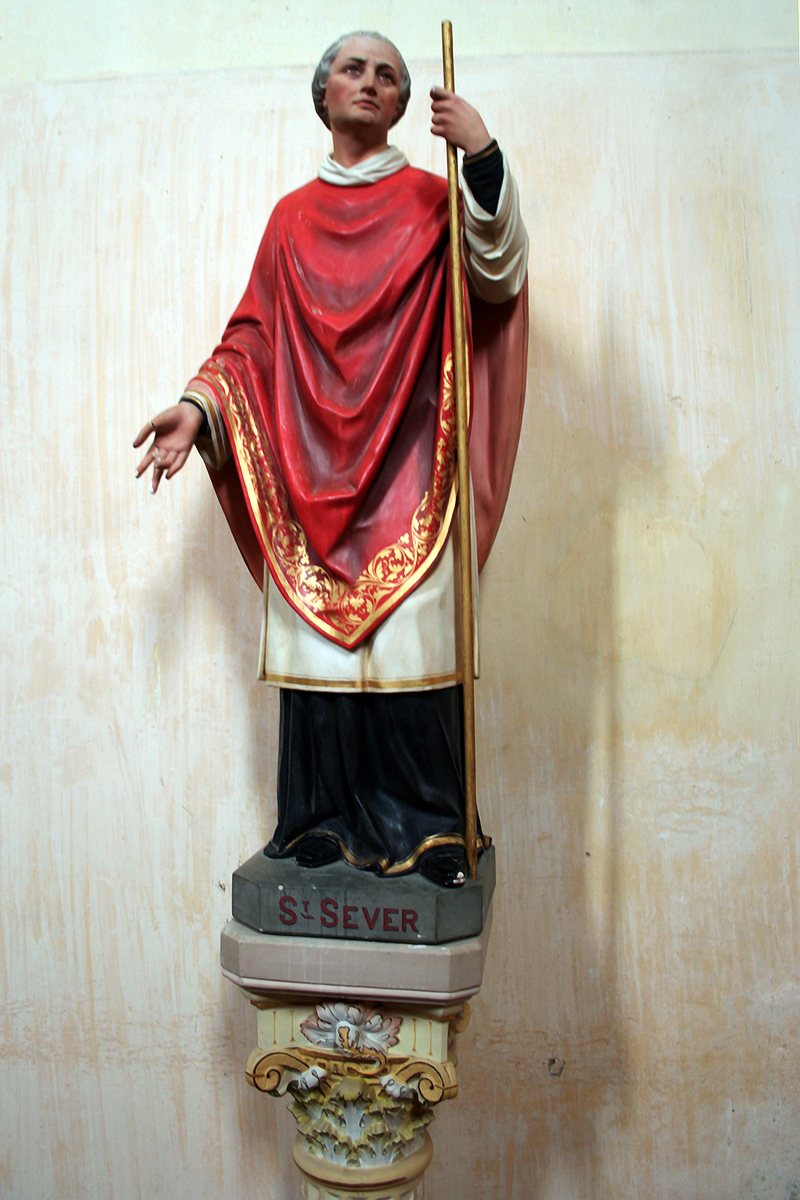
Statuette de saint Sever.

Severus (saint Sever), († vers 502), à ne pas confondre avec Severus, évangélisateur des pays de l’Adour, était un grand propriétaire issu de famille noble, prêtre d'une paroisse de Bigorre dont Grégoire de Tours louait le soin porté à faire l’aumône et la charité. Il est sanctifié et ses reliques sont apportées dans l'église de Rustan qui changea de nom à la suite de cette déposition de reliques.
Son tombeau, réputé produire des miracles, attire de nombreux pèlerins. Un monastère est fondé par des moines bénédictins à une date incertaine autour de l’an 800.
Au temps de Charlemagne ou de Louis le Pieux, l'église est détruite. Après une première restauration, elle est de nouveau ravagée par les Normands. C'est seulement à la fin du Xe siècle que la vie monastique y est réintroduite par le comte de Gascogne, Guillaume Sanche. Vers 1060-1065, les bâtiments monastiques et l'église sont brûlés. De nouveaux bâtiments sont alors élevés rapidement puisque le nouveau maître-autel est consacré en 1072.
L'abbaye est soumise à celle de Saint-Victor de Marseille par un décret du 12 mai 1087.
En 1297, une bastide est fondée à proximité. A cette époque, l'abbaye est l'une des plus puissantes du Sud-Ouest. Elle étend ses possessions dans les diocèses d'Aire-sur-Adour, de Dax, d'Agen et de Bordeaux.
Après cette période de prospérité de deux siècles, l'abbaye connait une période sombre de trois siècles marquée par la guerre : au cours des guerres incessantes que se livrent Anglais et Français pour le contrôle de la Gascogne, les troupes françaises occupent Saint-Sever après un siège de trois mois en 1295, puis en 1360 et en 1435. Cette dernière occupation par les troupes royales de Charles VII voit l'incendie de l'abbaye. En 1372, au cours de la même période, l'abbaye subit les conséquences d'un tremblement de terre.
Pendant les guerres de Religion, vers 1569-1570, une bande de huguenots aux ordres du comte de Montgomery, s'installe pendant onze mois dans l'abbaye : le trésor est pillé, l'église vandalisée, quelques voûtes du sanctuaire s'effondrent. L'abbaye est alors dirigée par des abbés commendataires : ainsi Jean de Bertier, né à Toulouse en 1556, issu d'une puissante famille parlementaire, chanoine et archidiacre de Toulouse, est abbé commendataire de Saint-Pierre de Mas-Garnier, de Saint-Sever de Rustan, de Saint-Vincent de Senlis et de l'abbaye Notre-Dame de Lieu-Restauré, et évêque de Rieux entre 1602 à sa mort en 1620. Il est aussi attesté comme prieur de Saint-Tutuarn en 1605.
À la suite du Concile de Trente (1545-1563), l'abbaye passe à la Congrégation des Exempts. Par contrat du 24 juillet 1646, à la suite de l'interdiction de celle-ci, l'abbé Guillaume de Richard en fait une abbaye mauriste.
Restaurée par les moines à la fin du XVIe siècle et remaniée au XVIIIe siècle, l’abbaye devient bien national le 2 novembre 1789. À ce titre, elle est vendue en 1792 à la famille Mérens qui, une fois la Révolution passée, transforme son nom en de Mérens et appelle l'abbaye « le château ».
En 1815, l'orgue de l'abbaye est attribué à la paroisse de l'église Saint-Jean de Tarbes, sur décision du ministre de l'intérieur. Face à l'hostilité des habitants du village, le préfet des Hautes-Pyrénées a recours à la force : le 10 décembre, il envoie 500 soldats et deux pièces d'artillerie sous la conduite du général de Lintihiac, qui commande alors la place de Tarbes.
En 1890, le cloître de l’abbaye, sur le point d’être vendu à des marchands d’antiquités, est acheté par la ville de Tarbes et transporté dans le Jardin Massey.
L’abbaye est classée à l’inventaire des monuments historiques. En 1914, ce classement ne concerne que « l'église, la sacristie et l'ensemble des monuments abbatiaux », l'aile des moines et le cloître sont classés à leur tour en 1991, et une inscription pour la ferme en 1999.
En 1938, l'obtention d'une subvention permet de remettre à neuf les toitures du pavillon central et de l'église.
Le 21 mai 1941, les toitures de l'aile nord de l'abbaye s'écroulent. Elles ne font pas partie du classement et sont laissées à l'état de ruine.

## Architecture

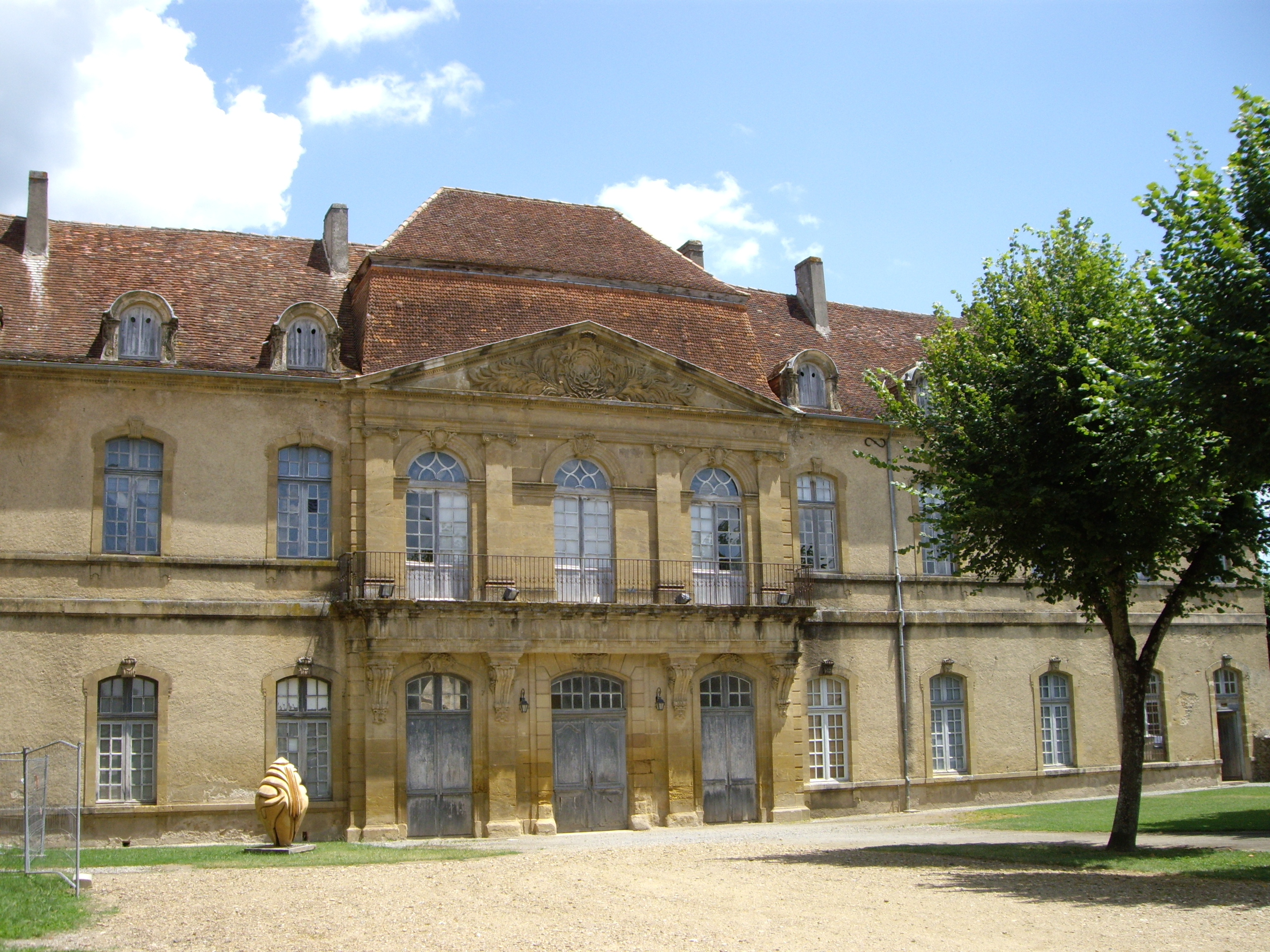
Façade classique du Pavillon des Hôtes.

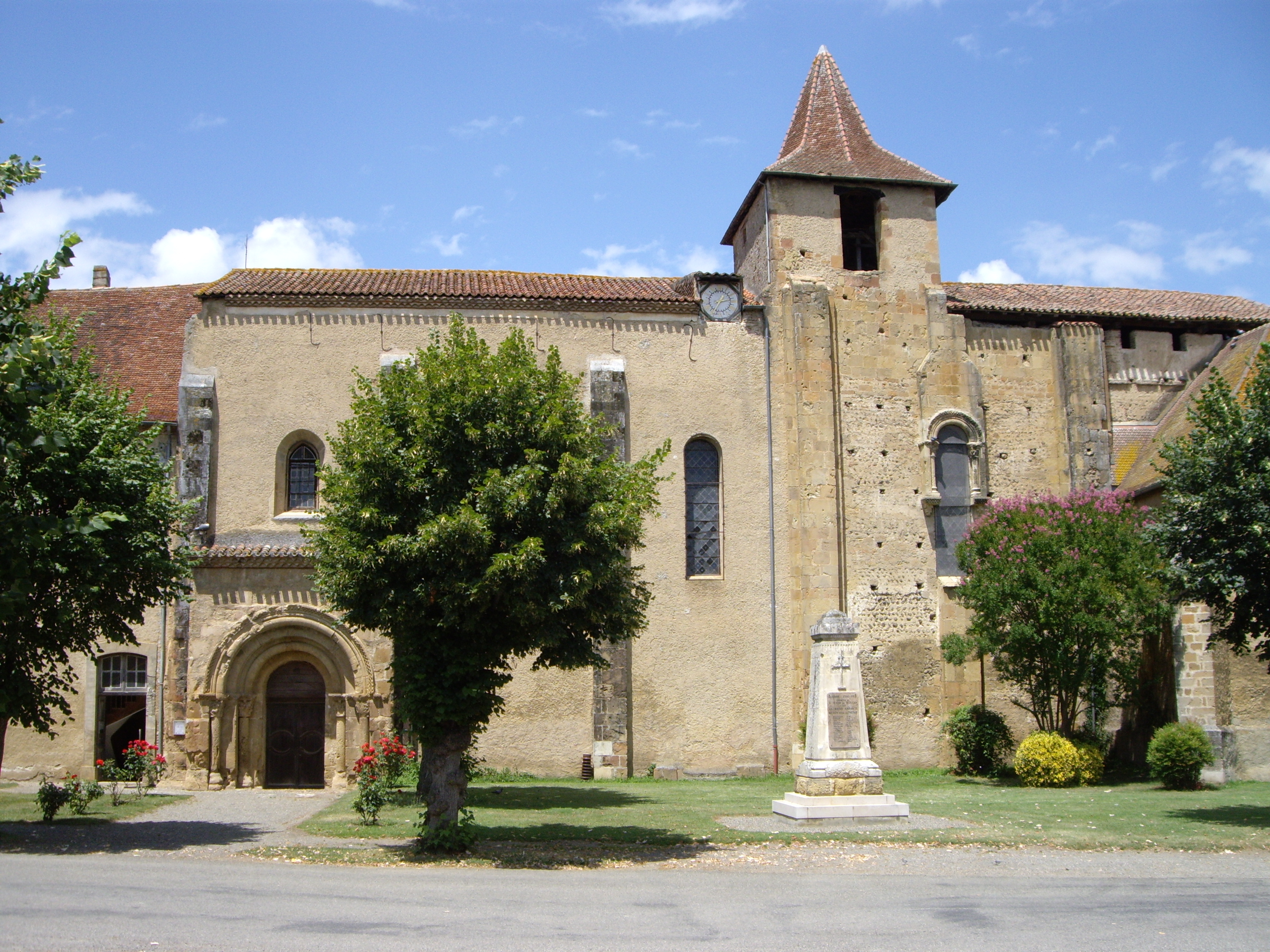
Façade percée d'un portail roman menant à l'église.

L’architecture dépareillée de l’abbaye donne la mesure de l’histoire mouvementée de la région. Le lieu a en effet connu cinq campagnes de restauration d'envergure, aux Xe siècle, XIIe siècle, XVe siècle, XVIe siècle et XVIIIe siècle. Le plan général date du XVIIIe siècle, le pavillon central de l’abbaye est couvert à la manière Mansart.

### L'église abbatiale
L'abbatiale de Saint-Sever est un parfait exemple du style d'architecture qu'ont développé les Bénédictins dans le Sud-Ouest de la France et plus particulièrement en Bigorre. Ce style caractérise aussi les abbatiales de Saint-Savin-en-Lavedan ou de Saint-Orens.
Ces édifices ont en commun d'avoir en arrière d'une nef unique relativement courte, un transept très développé sur lequel s'ouvrent trois absides en échelon.

#### Extérieur
Avec ses sept absides parallèles et échelonnées, l'église abbatiale de Saint-Sever offre le développement le plus ample du style bénédictin. Elle comporte une élévation complexe, fruit de l'histoire mouvementée de l'abbaye et de ses diverses restaurations plus ou moins heureuses.
Les parties hautes du clocher datent de 1930.
Le portail a été restauré au XIXe siècle. Les deux chapiteaux de marbre proviennent de Morlanne. Les voussures et les pieds-droits ont été restaurés maladroitement au XXe siècle. Le seul élément authentique est le tympan avec son Christ en majesté encadré par un chérubin et un séraphin et par deux animaux couchés (difficiles à définir, compte tenu des mutilations des sculptures). À une extrémité, saint Michel foulant un démon à ses pieds et le frappant de sa lance ; de l'autre, un ange enveloppe de son bras les épaules d'un personnage prosterné devant l'image de gloire.

#### Intérieur
Le plan de l'édifice est une croix latine, avec une nef unique séparée du chœur par le transept. La nef comporte quatre travées. La plus ancienne est de style roman, voûtée en coupole, la deuxième date du XVIe siècle, les deux dernières ont été refaites au XVIIIe siècle. La longueur totale du vaisseau est de 40 m, la largeur de la nef est de 8 m et sa longueur jusqu'au transept est de 25,5 m. La hauteur des voûtes sous la coupole est de 16 m. L'épaisseur de la voûte sous la coupole est de 1,3 m.
Le triforium visible à l'heure actuelle a été construit en 1900.
On peut voir quelques chapiteaux historiés dans la nef : par exemple, le Christ en majesté dans une mandorle tenue par deux anges ; ou des oiseaux affrontés aux angles tenant dans leurs serres de petites têtes d'animaux ; ou le châtiment du péché originel ; ou Daniel au milieu de lions ; ou une scène de chasse avec un personnage émergeant des feuillages entre des lions et des chiens ; ou un personnage se dressant entre deux aigles dont il étreint le cou ; ou quatre personnages accroupis ou agenouillés aidant quatre autres personnes à se hisser dans des arbres ; ou l'histoire de Saint Jean-Baptiste racontée sur trois faces : sur la face principale, Hérode et ses convives sont assis à la table d'un banquet tandis que Salomé danse devant eux ; sur la face gauche Saint Jean-Baptiste est agenouillé à l'entrée de sa prison et tend la tête à un soldat qui s'apprête à la trancher ; sur la face de droite, Salomé, conseillée par un diable penché vers elle, remet à sa mère la tête de saint Jean-Baptiste.

### L'escalier monumental
Un escalier monumental du XVIIIe siècle dessert les chambres des moines. Il s'agit d'un ouvrage remarquable car il n'est maintenu que par l'encastrement de ses marches et par les murs de l'édifice : il n'y a pas de piliers de soutien. La cage de l'escalier fait 8,10 × 8,4 m de base pour une hauteur d'une quinzaine de mètres. De grandes fenêtres inondent le lieu de lumière. La rampe de l'escalier était autrefois dorée à l'or fin.

### Le cloître
Après le passage des huguenots en 1573, le cloître, dans un état lamentable, est reconstitué à partir d'éléments architecturaux achetés aux Carmes de Trie-sur-Baïse.
Sur proposition de la Société Académique des Pyrénées, la ville de Tarbes acquiert le cloître pour la somme de 4 000 francs le 28 janvier 1890. La municipalité de Saint-Sever n'avait en effet pas les moyens d'en assurer la restauration. Le monument est alors transféré dans le Jardin Massey.

## Galerie d'images

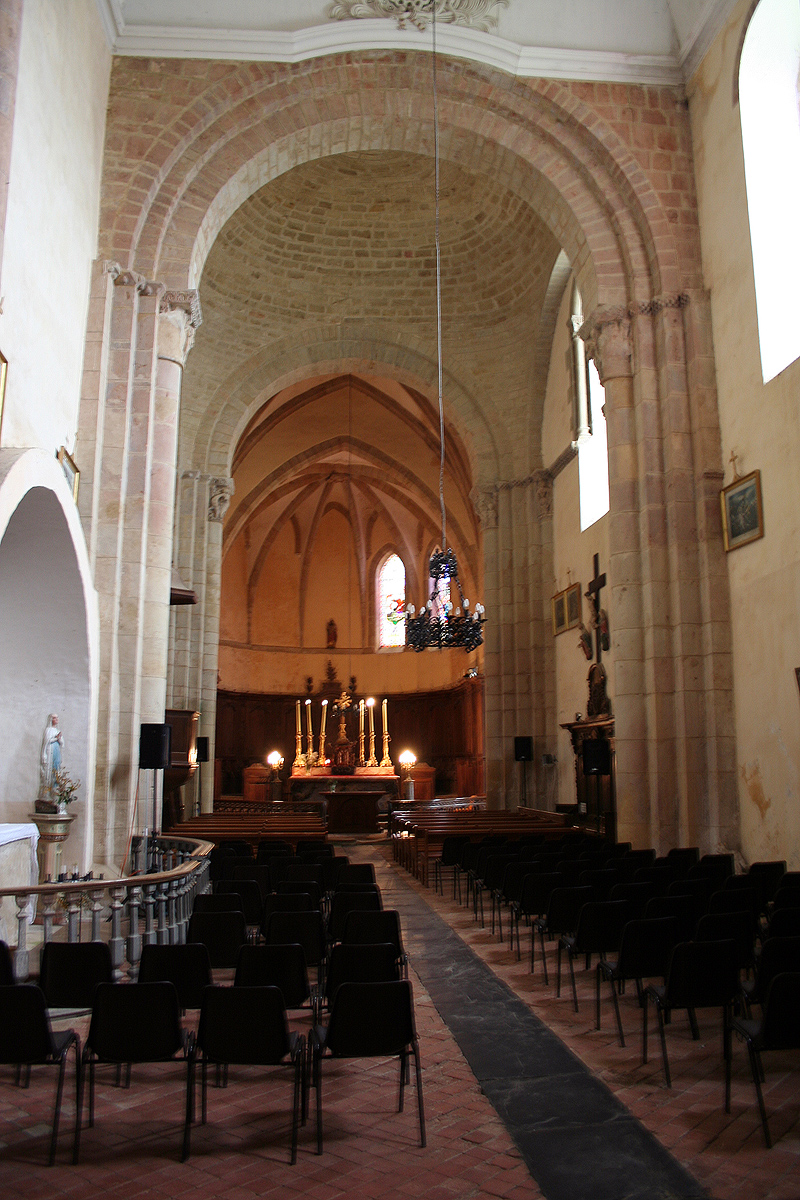
Église.
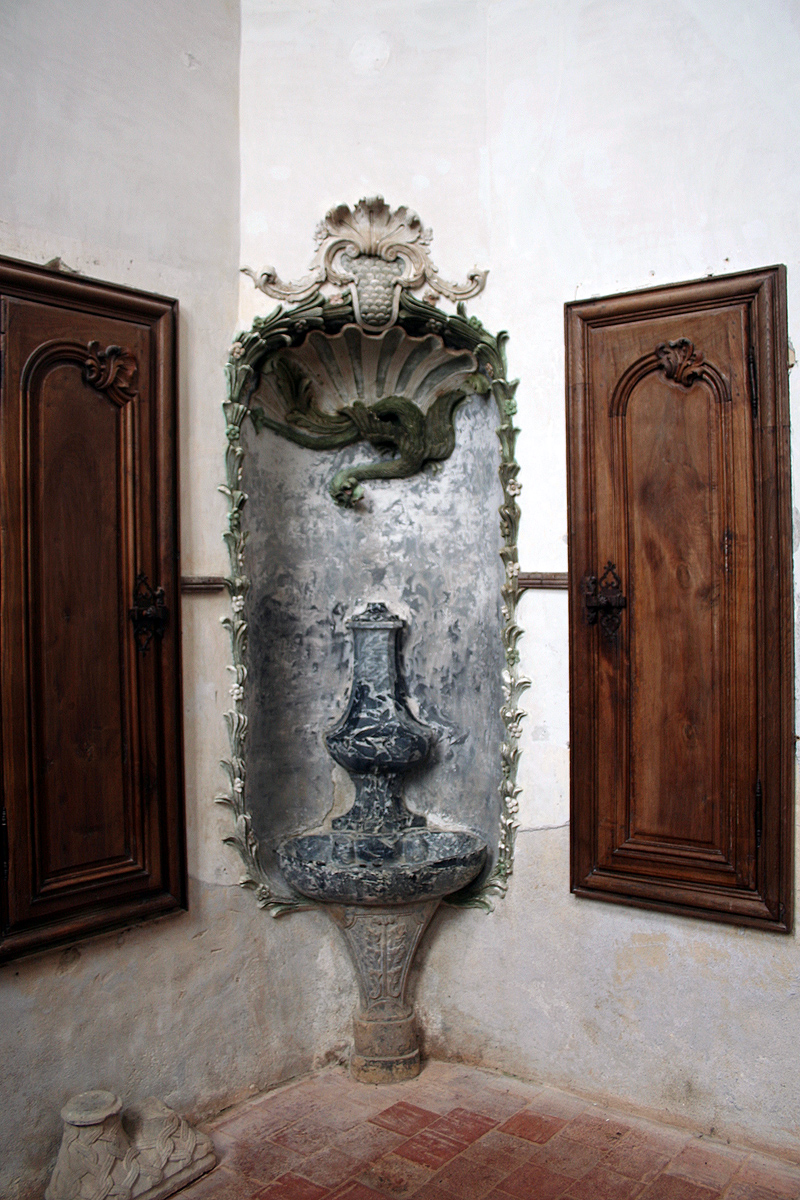
La piscine liturgique du vestibule de la sacristie.
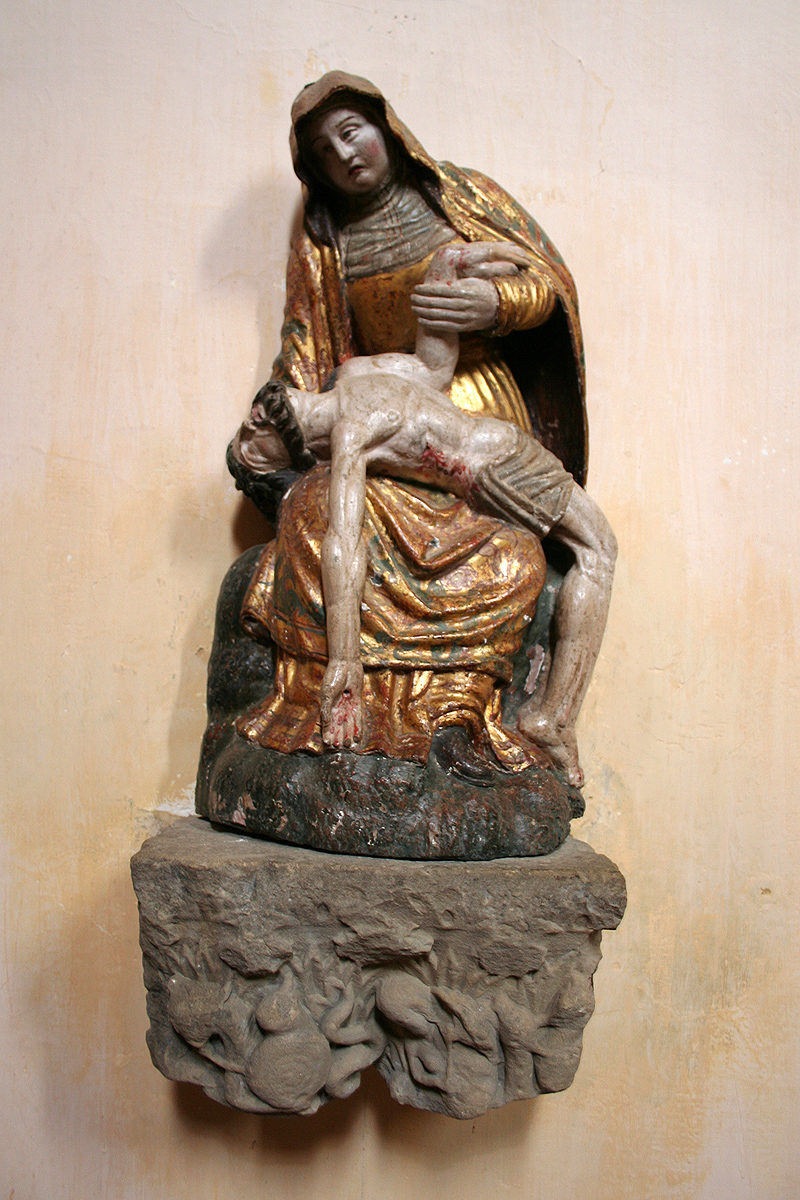
Pietà du XVIe siècle.
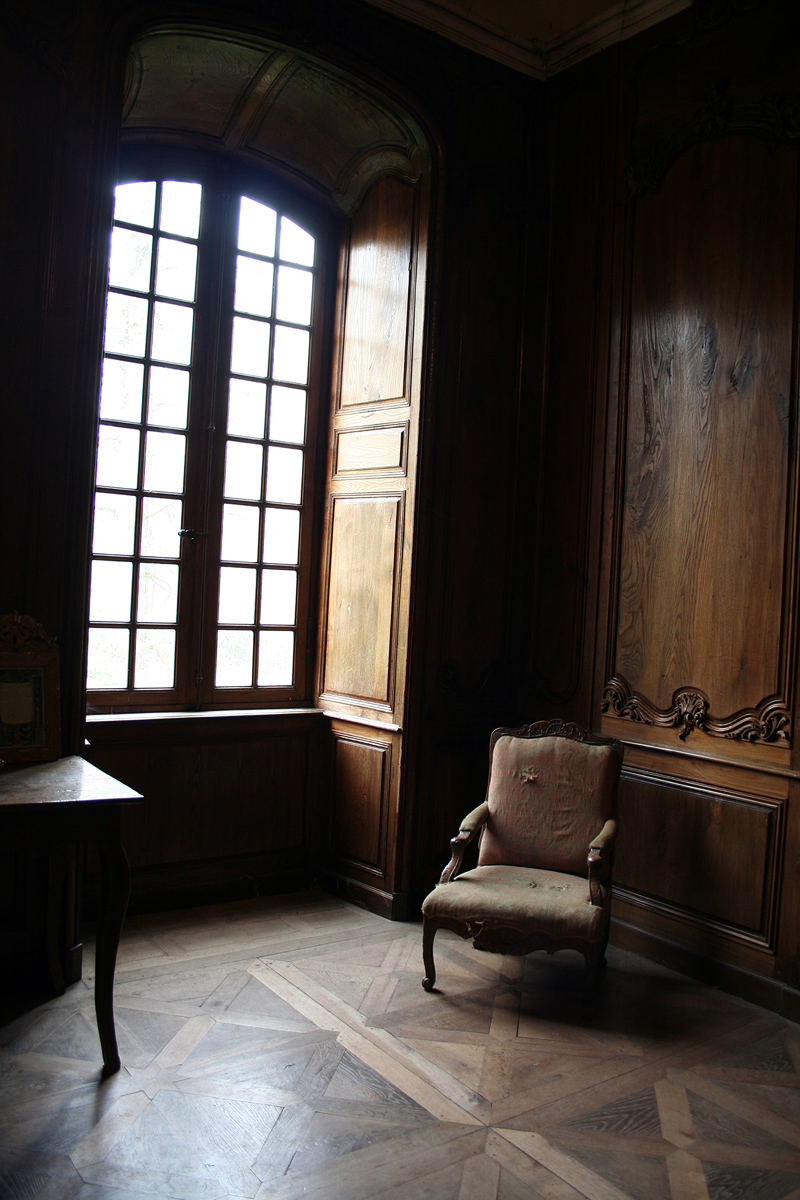
La sacristie.